# 树苴乡
树苴乡，是中华人民共和国云南省楚雄彝族自治州楚雄市下辖的一个乡镇级行政单位。

## 行政区划
树苴乡下辖以下地区：
树苴村、迤能村、营盘山村、法古么村、西马郎村、九街村和二街村。